# Hiroto Tanaka
Hiroto Tanaka (田中 裕人 Tanaka Hiroto?, Osaka, 26 de abril de 1990) es un exfutbolista japonés que jugaba como centrocampista.

## Trayectoria

### Clubes
| Club                      | País  | Año       |
| ------------------------- | ----- | --------- |
| Júbilo Iwata              | Japón | 2013-2017 |
| V-Varen Nagasaki (cedido) | Japón | 2016      |
| Ehime FC (cedido)         | Japón | 2017      |
| Ehime FC                  | Japón | 2018-2022 |
| Blaublitz Akita           | Japón | 2023      |